# Monowi
Monowi is een plaats (village) in de Amerikaanse staat Nebraska, en valt bestuurlijk gezien onder Boyd County.

## Demografie
Bij de volkstelling in 2000 werd het aantal inwoners vastgesteld op 2.
Deze 2 inwoners waren Rudy en Elsie Eiler, een getrouwd koppel. In 2004 overleed Rudy Eiler en bleef Elsie Eiler als enige bewoner van Monowi over.

## Geografie
Volgens het United States Census Bureau beslaat de plaats een oppervlakte van 0,6 km², geheel bestaande uit land. Monowi ligt op ongeveer 405 m boven zeeniveau.

## Plaatsen in de nabije omgeving
De onderstaande figuur toont nabijgelegen plaatsen in een straal van 24 km rond Monowi.